# Namiki Gohei I
Namiki Gohei I. (並木 五瓶), Namiki Gohachi (並木五八), né en 1747 à Osaka et décédé le 27 février 1808 à Edo, est un dramaturge et acteur kabuki japonais.

## Biographie
Namiki Gohei naît sous le nom Asakusadō Gohachi (浅草堂 五八) dans le quartier Doshōmachi à Osaka, fils d'un simple employé. Il fait ses premières expériences avec le monde du théâtre dans des établissements de seconde classe à Osaka. Puis le changement intervient dans l'un des grands théâtres. Une théorie avance qu'il faisait déjà partie de l'équipe d'écriture du théâtre Kita dans les années 1760 sous la direction de Namiki Shōzo I. et qu'il a  appris de lui les bases de l'écriture de pièces de théâtre. Il est aussi possible qu'il a rencontré Namiki Shōzo I. quelques années plus tard par l'intermédiaire de Namiki Jūsuke. Il prend le nom Namiki Gohachi au cours de l'ère Tenmei (1764–1772). En compagnie de Jūsuke, il est à partir de 1772 ou 1773 tatesakusha (立て作者, auteur principal, dramaturge et metteur en scène) au théâtre Kado à Osaka. En 1775, il est actif en tant que tatesakusha au théâtre Hayakumo à Kyōto. Deux ans plus tard il est de retour à Osaka et prend le nom Namiki Gohei. La même année il rencontre son premier grand succès en tant qu'auteur avec la pièce Tenmangū Natane no Gokū, qu'il donne au théâtre Kado. Un an plus tard, il connaît de nouveau le succès avec Sanmon Gosan no Kiri, aussi connue sous le titre Kinmon Gosan no Kiri. D'autres pièces suivent et en 1790 il est le premier auteur kabuki de son temps. A l'initiative de l'acteur Sawamura Sōjūrō III. il rejoint en 1794 le théâtre Miyako d'Edo en tant que tatesakusha. Il y reçoit un salaire de 300 ryōs par an, somme qui était jusqu'alors réservée aux acteurs vedette. En compagnie des acteurs Kataoka Nizaemon VII. et Nakamura Noshio II. qu'il a fait venir d'Osaka, il réussit en peu de temps à établir d'importants changements dans le théâtre kabuki à Edo. Pendant deux ans, de 1798 à 1800, il est de nouveau actif à Osaka puis travaille au théâtre Kawarazaki à Edo jusqu'à sa mort en février 1808.
En tout, il est l'auteur de plus de 110 pièces kabuki. Parmi ses élèves figurent Namiki Gohei II., Namiki Iwazō, Namiki Kōsuke, Namiki Takichi, Namiki Hanzō, Namiki Fūji, Namiki Raiji, Namiki Miyosuke, Namiki Washichi et Namiki Jūzō.

## Pièces (sélection)
- Tenmanguu Natane no Gokuu, 1777
- Keisei Hakataori, 1778
- Sanmon Gosan no Kiri, 1778
- Keisei Yamato Zōshi, 1784
- Katsuragawa Renri no Shigarami d'après une pièce pour marionnettes de Suga Sensuke, 1784
- Taikō Shinkenki, 1787
- Sewa Ryōri Yaoya Kondate, 1788
- Shima Meguri Uso no Kikigaki, 1794
- Godairiki Koi no Fūjime, (« Le sceau des cinq grandes puissances »), 1794
- Suda no Haru Geisha Katagi, 1796
- Tomioka Koi no Yamabiraki, 1798

## Source de la traduction
- (de) Cet article est partiellement ou en totalité issu de l’article de Wikipédia en allemand intitulé « Namiki Gohei I. » (voir la liste des auteurs).